# Chiesa di San Bartolomeo (Milano)

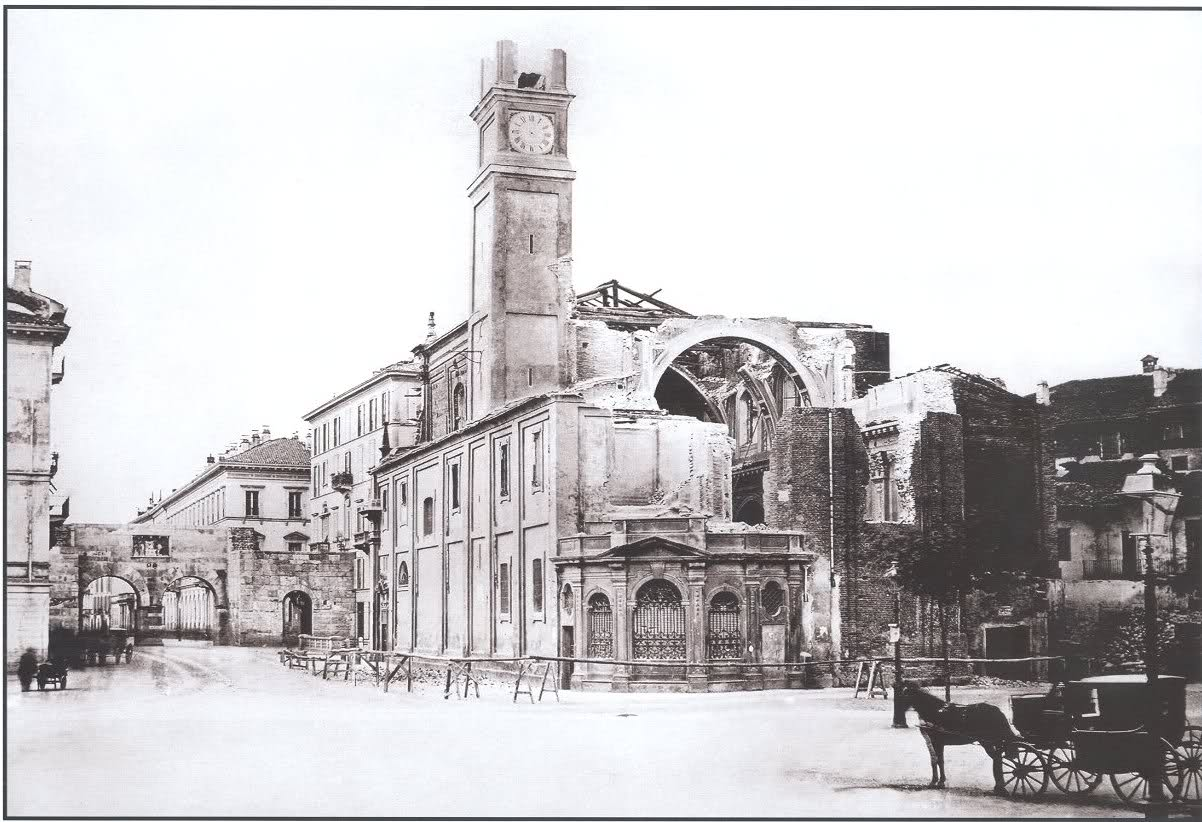
La demolizione della chiesa, nel 1861

La chiesa di San Bartolomeo era un luogo di culto cattolico di Milano, situato nell'attuale piazza Cavour. Risalente nelle sue forme primitive all'XI secolo, la chiesa fu demolita nel 1861.

## Storia e descrizione
La primitiva chiesa di San Bartolomeo era già esistente nell'XI secolo ed era ubicata in prossimità della Cerchia dei Navigli, alla confluenza tra le vie Manzoni e Fatebenefratelli con l'attuale piazza Cavour, di fronte alla Porta Nuova medievale. Della sua conformazione prima del XVI sappiamo ben poco grazie agli ordini di ampliamento degli arcivescovi-cardinali san Carlo e Federico Borromeo, che affidò il progetto di rifacimento a Francesco Maria Richini. Di come questa chiesa potesse apparire abbiamo un'immagine settecentesca da un'incisione di Marc'Antonio Dal Re.
La chiesa, spoglia di opere d'arte e di devozione, divenne presto meta dell'aristocrazia cittadina e fu così che nel 1683, a pochi mesi di distanza dalla vittoria sui turchi a Vienna, la contessa Teresa Gordone Serbelloni donò alla chiesa di San Bartolomeo un'icona della Madonna del Buon Aiuto, copia di un originale attribuito a Lucas Cranach il Vecchio, già pittore di Federico III di Sassonia.
Sino alle disposizioni dell'Editto di Saint Cloud del 1804, la chiesa divenne anche uno dei luoghi privilegiati per la sepoltura dei personaggi delle più eminenti famiglie milanesi tra le quali i Bascapé, i Bodio, i Brivio, i d'Adda, i Fagnani, i Lattuada, i Meda, i Melzi, i Porta, i Recalcati, i Simonetta e gli Zanardi, oltre a personalità politiche e militari delle varie epoche. A partire dal 1805 gli venne annessa come sussidiaria anche la vicina chiesa di San Francesco di Paola.
La chiesa, nel 1848, fu protagonista di un episodio accaduto durante le celebri Cinque giornate: un reparto di soldati capeggiati dal tenente Wolf aveva sfondato la porta della chiesa di San Bartolomeo nella ricerca di un sovversivo e non trovandolo si recò nella casa del parroco massacrandolo dopo il rifiuto di questi di collaborare.
Per consentire l'apertura di via Principe Umberto, oggi via Turati, si decise di demolire l'antica chiesa, che venne sostituita da un nuovo edificio in via Moscova, sempre dedicato a San Bartolomeo; lì confluirono tutte le opere della chiesa, tra cui si segnala il neoclassico monumento funebre al conte Karl Joseph von Firmian.